# Brimstone & Treacle (banda sonora)
Brimstone & Treacle es la banda sonora de la adaptación cinematográfica de 1982 de la obra Brimstone and Treacle dirigida por Richard Loncraine y protagonizada por Denholm Elliott, Joan Plowright y Sting. Sting y The Police escribieron la mayor parte del material original del álbum. El resto de la banda sonora se compuso de canciones de otros actos firmados con A&M Records como The Go-Go's y Squeeze y un par de canciones tradicionales interpretadas por Finchley Children's Music Group y el  formado ad hoc Brimstone Chorale.
"I Burn for You" de The Police es una canción que Sting escribió originalmente para la banda Last Exit a mediados de la década de 1970; más tarde se lo ofreció a The Police por Zenyattà Mondatta en 1980, pero se consideró "demasiado sentimental" para su dirección musical. La banda finalmente eligió grabarlo para su cuarto álbum Ghost in the Machine al año siguiente, pero no pasó el corte. El roadie de Stewart Copeland, Jeff Seitz, tocó la batería en "Only You", mientras que la voz de la actriz Suzanna Hamilton se puede escuchar en "A Kind of Loving" de The Police. Las palabras de la obra original de Dennis Potter forman la letra de "Narración".
La versión de Sting de "Spread a Little Happiness" fue lanzada como sencillo y alcanzó el puesto 16 en las listas del Reino Unido. La canción principal también recibió el Premio Grammy de 1984 a la Mejor Interpretación Instrumental de Rock, lo que convirtió a Sting en tres veces ganador en esta categoría en particular, y The Police recibió el premio en 1981 y 1982, aunque Sting no participó en "Behind My Camel", la ganadora del premio de 1982 que no escribió y en la que se negó a tocar. Más tarde, Sting interpretaría "I Burn for You" en vivo durante su gira The Dream of the Blue Turtles Tour en 1985. Esa versión aparece en su álbum en vivo Bring on the Night.

## Lista de canciones
| N.º | Título                               | Artista(s)                      | Duración |  |
| 1.  | «When the Roll is Called Up Yonder»  | Finchley Children's Music Group | 2:07     |  |
| 2.  | «Brimstone & Treacle»                | Sting                           | 2:15     |  |
| 3.  | «Narration»                          | Sting                           | 4:02     |  |
| 4.  | «How Stupid Mr. Bates»               | The Police                      | 2:41     |  |
| 5.  | «Only You»                           | Sting                           | 2:37     |  |
| 6.  | «I Burn for You»                     | The Police                      | 4:50     |  |
| 7.  | «Spread a Little Happiness»          | Sting                           | 3:25     |  |
| 8.  | «We Got the Beat»                    | The Go-Go's                     | 2:30     |  |
| 9.  | «You Know I Had the Strangest Dream» | Sting                           | 2:22     |  |
| 10. | «Up the Junction»                    | Squeeze                         | 3:09     |  |
| 11. | «Bless This House»                   | The Brimstone Chorale           | 0:41     |  |
| 12. | «A Kind of Loving»                   | The Police                      | 2:04     |  |
| 13. | «Brimstone 2»                        | Sting                           | 4:07     |  |